# لاغری موضعی

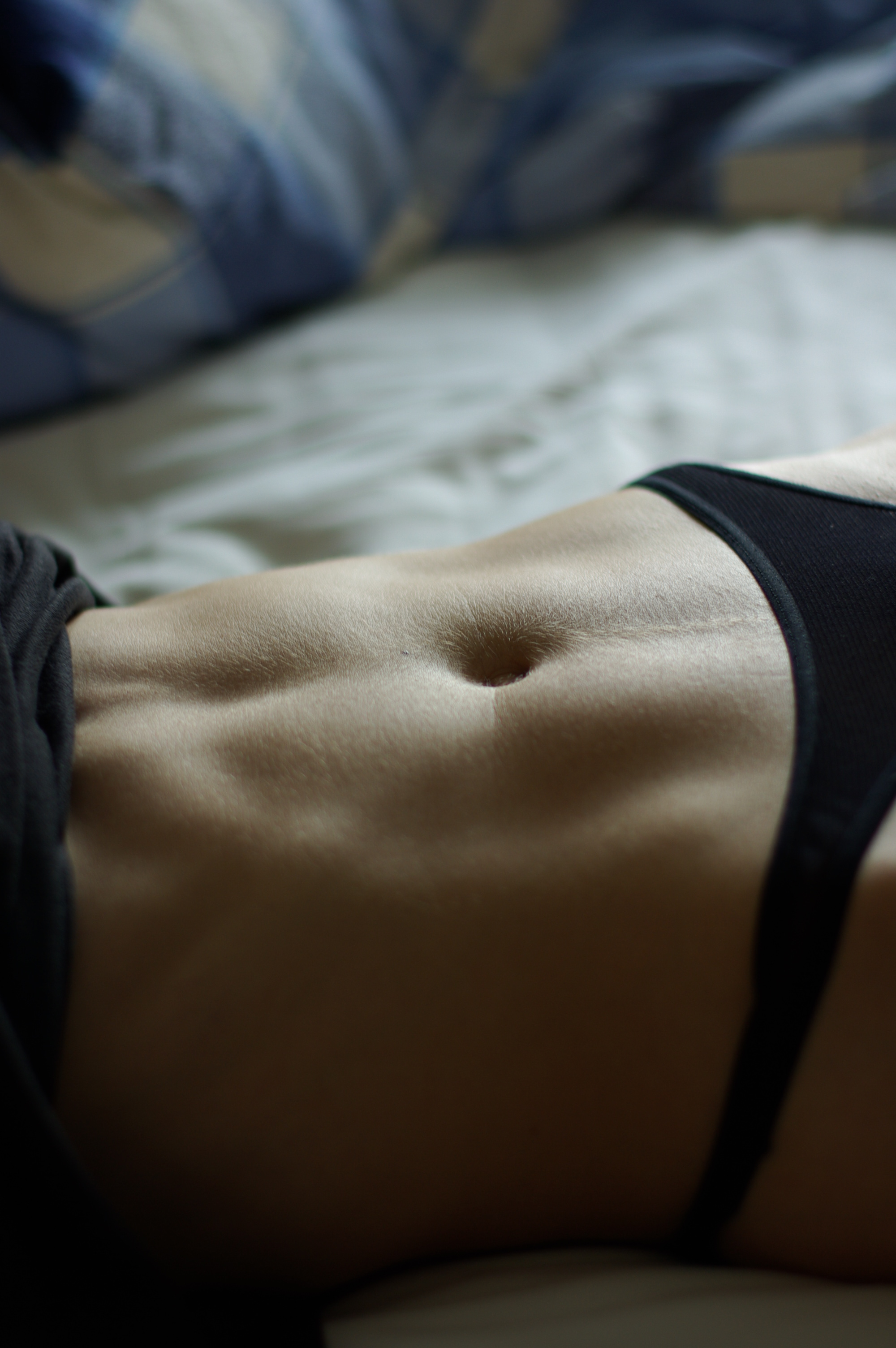
تبلیغات و شبکه‌های اجتماعی تصاویری مثل این را نمایش می‌دهند که ادعا می‌کنند با تکنیک‌های خاص می‌توان نواحی مشخصی از بدن را عضلانی و خوش فرم کرد.

لاغری موضعی (انگلیسی: Spot reduction) به این ادعا اشاره دارد که می‌توان چربی یک ناحیهٔ خاص بدن را صرفاً با تمرین عضلات همان ناحیه کاهش داد. به عنوان مثال، انجام تمرینات عضلات شکم به‌منظور لاغری در ناحیهٔ میان‌تنه. مربیان ورزشی، متخصصان پزشکی و فیزیولوژیست‌ها، این ادعا را رد کرده‌اند.

## باور
اگرچه متخصصان می‌دانند کاهش موضعی چربی یک باور نادرست است، بسیاری به‌دلیل اطلاعات گمراه‌کنندهٔ مداوم در فضای بدنسازی و اینترنت، هنوز معتقدند می‌توان محل چربی‌سوزی را انتخاب کرد. اتفاق‌نظر علمی بین متخصصان و محققان تناسب اندام این است که کاهش موضعی چربی قابل دستیابی نیست. این باور از این ایده نشأت گرفته است که عضله‌سازی، سوخت و ساز بدن را افزایش می‌دهد و در نتیجه باعث کاهش چربی می‌شود. مردم تصور می‌کنند با ماهیچه‌سازی در اطراف یک ناحیه خاص می‌توان چربی همان ناحیه را هدف گرفت. مطالعات نشان داده‌اند که کاهش چربی در یک ناحیه از بدن تنها با ورزش دادن آن قسمت از بدن امکان‌پذیر نیست. ماهیچه‌سازی در یک ناحیه، سبب کاهش چربی همان ناحیه نخواهد شد. چربی به‌صورت سیستماتیک و در سرتاسر بدن، تنها از طریق رژیم غذایی صحیح و ورزش منظم کاهش می‌یابد.